# Flora Kleinschnitzová
Flora Kleinschnitzová, född 16 mars 1891, död 16 september 1946, var en tjeckisk litteraturhistoriker och kritiker.
Flora Kleinschnitzová var biblioteksråd vid national- och universitetsbiblioteket i Prag och docent i tjeckoslovakisk litteraturhistoria vid Karlsuniversitetet i Prag. Kleinschnitzová, som specialiserade sig på svensk litteratur, översatte till tjeckiska och slovakiska svenska författare, såsom Viktor Rydberg, Pelle Molin och Pär Lagerkvist. Av Kleinschnitzovás biblioteksvetenskapliga arbeten märks Seltene Bohemica des XVI. Jahrhunderts in schwedischen Bibliotheken (i Nordisk tidskrift för bok- och biblioteksväsen, 1931), Ex Bibliotheca Tychoniana Collegii Soc. Jesu Pragae ad S. Clementem (i Nordisk tidskrift för bok- och biblioteksväsen, 1933) och Emanuel Swedenborg v Praze (i Slovanská Knihovèda, 1934). På svenska utgav Kleinschnitzová Tjeckoslovakiens andliga kulturliv genom tiderna (1937).